# Норма права
Но́рма пра́ва (також правова́ норма) — загальнообов'язкове, формально визначене правило поведінки (зразок, масштаб, еталон), що його встановила або санкціонувала держава як регулятора суспільних відносин, забезпечуючи всіма заходами державного впливу (аж до примусу), а також таке, що офіційно закріплює міру свободи й справедливості відповідно до суспільних, групових та індивідуальних інтересів (волі) населення країни.

## Ознаки норм права
1. Правило поведінки регулятивного характеру — норма права вводить нове правило, фіксує найтиповіші соціальні процеси й зв'язки; впливає на суспільні відносини, поведінку людей; є моделлю (зразок, масштаб, еталон) регульованих суспільних відносин. Регулятивність норми права підкреслює її дію, «роботу», яка повинна призвести до певного результату.
2. Загальнообов'язкове правило поведінки — норма права виходить від держави, яку слід сприймати як керівництво до дії, що не підлягає обговоренню щодо доцільності.
3. Правило поведінки загального характеру — норма права має загальний (без зазначення конкретного адресата — неперсоніфікований) характер, тобто поширюється на всіх, хто стає учасником відносин, регульованих нормою. Як регулятор суспільних відносин норма має багаторазовість застосування (наприклад, заборона хуліганства).
4. Формально-визначене правило поведінки представницько-зобов'язувального характеру — норма права закріплює права і обов'язки учасників суспільних відносин, а також юридичну відповідальність (санкції), яку застосовують у разі її порушення. Надаючи права одним, норма права покладає обов'язки на інших (наприклад, молодь має право на навчання, обов'язок інших — забезпечити це право). Формальну визначеність норма права отримує після викладення її в законах, інших писаних джерелах права, формування звичаїв, традицій тощо.
5. Правило поведінки, прийняте в суворо встановленому порядку — норму права видають уповноважені на те суб'єкти в межах їхньої компетенції, дотримуючись певної процедури: розробка, обговорення, ухвалення, набуття чинності, зміна або скасування чинності.
6. Правило поведінки, забезпечене всіма заходами державного впливу, аж до примусу — держава створює реальні умови для добровільного здійснення суб'єктами зразків поведінки, сформульованих у нормі права; застосовує способи переконання і примусу до бажаної поведінки, зокрема, ефективні санкції в разі невиконання вимог норми права.

Нормам кожної галузі або навіть підгалузі притаманні свої особливості. Наприклад, норми виборчого права мають шість сутнісних рис: 1) особливий зміст; 2)установчий характер; 3) специфічність структури; 4) особливий час дії; 5) полівалентний характер; 6) особливий суб'єктний склад.

## Види норм права
Усі норми можна поділити на види за певними критеріями:
- за характером:
  - класичні — це такі правила поведінки, які слугують безпосереднім і самостійним регулятором суспільних відносин;
  - спеціалізовані — приписи нетипового характеру, що не мають властивостей та ознак, притаманних класичній моделі норми права.

- за предметом правового регулювання (або за галузями права):
  - конституційного права;
  - адміністративного права;
  - кримінального права;
  - цивільного права;
  - трудового права;
  - екологічного права;
  - ін.

- за методом правового регулювання (або за формою закріплення бажаної поведінки суб'єктів права):
  - Імперативна норма (Ius cogens) — виражає в категоричних розпорядженнях держави чітко позначені дії й не допускають ніяких відхилень від вичерпного переліку прав і обов'язків суб'єктів. Інакше: імперативні норми прямо наказують правила поведінки.
  - Диспозитивна норма — наказує варіант поведінки, але яка дозволяє сторонам регульованих відносин самим визначати права й обов'язки в окремих випадках, їх називають «заповнювальними», оскільки вони заповнюють відсутність угоди і діють лише тоді, коли сторони регульованих відносин не встановили для себе іншого правила, не домовилися з даного питання (можна розпізнати через формулювання: «за відсутності іншої угоди», «якщо інше не встановлено в договорі» тощо). Інакше: диспозитивні норми надають свободу вибору поведінки.

- за характером впливу на особу:
  - Заохочувальна норма — установлює заходи заохочення за варіант поведінки суб'єктів, що його схвалюють держава і суспільство і яке полягає в сумлінній і продуктивній праці (наприклад, правила щодо виплати премій).
  - Рекомендаційна норма — установлює варіанти бажаної з погляду держави поведінки суб'єктів.

- за субординацією в правовому регулюванні:
  - Норма матеріального права — норма, що є первинним регулятором суспільних відносин: містить правило (права, обов'язки, заборони), на підставі якого можна вирішити справу по суті. Наприклад, не можна скоювати вбивство.
  - Норма процесуального права — норма, що встановлює оптимальний порядок застосування норм матеріального права: містить правило (права, обов'язки, заборони), на підставі якого можна вирішити справу по суті. Наприклад, порядок розслідування злочину, порядок виклику свідків до суду тощо.

- за ступенем визначності варіанта поведінки:
  - Абсолютно визначені норми права — це норми з вичерпною конкретністю і повнотою встановлюють умови своєї дії, права і обов'язки адресатів та наслідки їх порушення.
  - Відносно визначені норми права — це норми, що не містять повних, вичерпних указівок на умови їх дії, прав і обов'язків адресатів або змісту санкцій.

## Спеціалізовані норми права
Спеціалізовані норми права:
- виконують субсидіарну (додаткову) функцію в правовому регулюванні;
- позбавлені традиційної триелементної логічної структури, характерної для норм права як класичного припису, а мають нетрадиційну, нетипову структуру. Тому часто ці норми називають нетиповими.

Спеціалізовані норми є досить неоднорідними за своїм характером, змістом і цільовим призначенням і можуть бути поділені на дві групи:
- відправні норми;
- інші спеціалізовані норми.

Особливе призначення відправних норм полягає в установленні вихідних засад, основ правового регулювання суспільних відносин. Завдяки цим приписам визначають цілі, завдання, принципи, межі та методи правового регулювання. Вони є носіями духу права і мають велике значення як у нормотворчому процесі, так і при тлумаченні класичних норм права. Іноді їх іменують системоутворювальними (системотворчими) нормами.
До відправних норм належать:
- Норми-засади — це норми, що закріплюють загальні засади, на яких ґрунтуються політична і правова системи. Наприклад, такі норми закріплюють засади конституційного ладу держави, основи соціально економічного, політичного і державного життя, взаємовідносини держави і особистості. Норми-засади зосереджено насамперед у конституції. Наприклад, ст. 1 Конституції України проголошує Україну суверенною і незалежною, демократичною, соціальною, правовою державою; ст. 2 визначає Україну як унітарну державу, а ст. 5 — як республіку. Стаття 15 Конституції України закріплює політичну, економічну та ідеологічну багатоманітність суспільного життя в Україні.
- Норми-завдання — це норми, які визначають завдання окремих інститутів або галузей права. Так, ст. 1 КК України встановлює завданням цього кодексу правове забезпечення охорони прав і свобод людини і громадянина, власності, громадського порядку та громадської безпеки, довкілля, конституційного устрою України від злочинних посягань, забезпечення миру і безпеки людства, а також запобігання злочинам. Стаття 1 СК України вбачає завданням правового регулювання сімейних відносин, зокрема, зміцнення сім'ї як соціального інституту і як союзу конкретних осіб та утвердження почуття обов'язку перед батьками, дітьми та іншими членами сім'ї.
- Норми-принципи — це найзагальніші й найстабільніші імперативні вимоги, закріплені в праві, які є концентрованим виразом найважливіших сутнісних рис і цінностей, що притаманні цій системі права, і визначають її характер і напрямки подальшого розвитку. Так, ст. 8 Конституції України закріплює принцип верховенства права, а ст. 24 — принцип рівності; ст. 3 ЦК України проголошує принципи справедливості, добросовісності та розумності тощо. На відміну від інших спеціалізованих норм принципи в деяких випадках можуть виступати як безпосередня нормативно-правова основа вирішення юридичної справи, наприклад, при виявленні прогалин у праві.

Інші спеціалізовані норми можна умовно поділити на дві підгрупи:
- Підгрупа системозберігальних норм
  - Колізійні норми — це норми, що встановлюють правила вибору норми права, яка підлягає застосуванню за наявності розбіжності (зокрема, суперечності) між нормами, що регулюють однакові фактичні обставини. Ці норми допомагають подолати колізії в законодавстві, тому іноді їх іменують нормами-арбітрами. Так, у ст. 8 Конституції України констатовано, що Конституція України має найвищу юридичну силу. Закони та інші нормативно-правові акти приймаються на основі Конституції України і повинні відповідати їй. У непрямій формі ця стаття встановлює правило, що у разі розбіжності між нормами Конституції і нормами закону (іншого нормативно-правового акта) застосуванню підлягає норма Конституції.
  - Оперативні норми — це норми, спрямовані вводити в дію і припиняти дії інших норм права. Наприклад, згідно з п. 4 Перехідних і прикінцевих положень ЦК України щодо цивільних відносин, які виникли до набрання чинності ЦК України 2003 р., положення цього Кодексу застосовуються до тих прав і обов'язків, що виникли або продовжують існувати після набрання ним чинності.
- Підгрупа системоспрощувальних норм
  - Норми-дефініції — це норми, які містять визначення правових категорій і понять. Наприклад, у ст. 202 ЦК України наведено визначення поняття правочину, одностороннього правочину та дво- чи багатостороннього правочину. Стаття 11 КК України містить визначення поняття кримінального правопорушення, а ст. 364 — визначення поняття службової особи. Ці норми виконують головним чином орієнтаційну і інформаційну функції в правовому регулюванні, допомагаючи в застосуванні тих норм права, в яких використані відповідні категорії і поняття. Відсутність норм-дефініцій у системі права позбавила б право ясності, ускладнивши процес його застосування.
  - Норми-строки — це норми, які містять правила обчислення строків. Наприклад, у ст. 69 ЦПК України встановлено, що перебіг процесуального строку починається з наступного дня після відповідної календарної дати або настання події, з якою пов'язано його початок. Ці норми допомагають правильно обчислити строки, з початком, зупиненням, поновленням, продовженням та закінченням яких класичні норми права пов'язують певні юридичні наслідки.
  - Норми-презумпції — це норми, які закріплюють припущення щодо наявності або відсутності певних юридичних фактів. Наприклад, ЦК України встановлює презумпцію добросовісності та розумності поведінки особи, презумпцію винності особи, яка завдала шкоди, або презумпцію недостовірності негативної інформації, поширеної про особу.
  - Норми-преюдиції — це норми, що виключають будь-яке оспорювання наявності вже доведеного юридичного факту, який дістав оцінку і закріплення в юридичному акті, що набрав чинності. Наприклад, згідно з ст. 61 ЦПК України обставини, установлені судовим рішенням у цивільній, господарській або адміністративній справі, що набрало законної сили, не доводяться при розгляді інших справ, у яких беруть участь ті самі особи або особа, щодо якої встановлено ці обставини.
  - Норми-фікції — це норми, які для цілей правового регулювання визнають наявними ті юридичні факти, що відсутні в реальному житті, і навпаки. Так, відповідно до ст. 46 ЦК України фізична особа оголошується померлою від дня набрання законної сили рішенням суду про це.

Норми-презумпції, норми-преюдиції та норми-фікції допомагають у застосуванні тих класичних норм, в яких використовуються відповідні юридичні факти. Наприклад, презумпція добросовісності та розумності поведінки особи допомагає у застосуванні норм, в яких встановлено правові наслідки недобросовісного або нерозумного здійснення особою свого права.

## Генеза норм права в романо-германській правовій сім'ї
Формування системи права в країнах романо-германської правової сім'ї та Україні здійснювалося під впливом римського права, і обумовлено такими процесами та особливостями:
- Вплив схоластів. За допомогою схоластичної техніки впорядковуються положення та казуси римського права, на основі яких виникають загальні норми, позбавлені прив'язки до конкретної судової справи та придатних для широкого практичного застосування.

- Агрегування еталонів поведінки. Норма права розглядається не лише як правовий засіб вирішення конкретних судових спорів, але й як загальне правило поведінки.

- Галузевий поділ норм права. В основі системи права всіх країн романо-германської правової сім'ї знаходить як практичне вираження, так і теоретичне обґрунтування принцип розподілу норм права за галузями, який був започаткований і частково розроблений у римському праві, здебільшого приватному.

- Розробка системи матеріального права. Генеза виокремлення процесуальних норм від матеріальних, започаткований римськими юристами, була завершена в країнах романо-германської правової сім'ї завдяки розробці системи матеріального права, для якої характерний високий рівень абстракції та теоретичної обґрунтованості норм.

## Структура норми права
Структура правової норми — це її внутрішня побудова, яка характеризується наявністю в ній відносно автономних, але нерозривно пов'язаних одна з одною складових частин, що різняться за функціональною роллю.
- Структури (а їх декілька) у правовій нормі склалися історично, поступово та представляють велику соціальну цінність. Їхнє походження йде з давніх часів, із суспільств привласнювальної економіки і навіть із тих часів, коли людина ще як біологічна істота, як і інші біологічні види, навчилася пов'язувати свою поведінку з результатами цієї поведінки, свої реакції на ті чи інші умови життєдіяльності закріплювати в колективному досвіді, у колективній свідомості по критеріях «прийнятно-неприйнятно».
- Мононорми первісного суспільства будувалися по цій схемі, і лише згодом «сприйнятно-несприйнятно» переросло у відносини по критеріях «можна-неможна» (право), «добре-погано», «добро-зло» (мораль).
- Із позиції філософії структура — це відносно самостійна й стійка єдність елементів, їхніх відносин і цілісності об'єкта, які забезпечують тотожність самому собі. Структура нерозривно зв'язана із системою. Характеристика об'єкта з позицій системи і структури дає суть системно структурного аналізу.
- Філософське поняття структури потрібно пов'язати зі специфікою правових явищ, з їхньою природою, змістом, соціальним призначенням і місцем у системі права.
- Аналіз норми за структурою сприяє з'ясуванню смислу правила поведінки, що в ній міститься, а це, у свою чергу, допомагає правильній реалізації норми, зміцненню законності й правопорядку, тобто досягненню того, заради чого існує право.
- Структура норми залежить від її характеру. До визначення структури можна підійти по-різному, залежно від того, яка це норма — норма-принцип, норма-дефініція, норма-правило поведінки, регулятивна норма чи охоронна норма, які є різновидами норми-правила поведінки.
- Нормами, що містять безпосередні правила поведінки для конкретних (але не індивідуалізованих) суб'єктів в реальному суспільному житті є:
  1. Норми-дозволяння;
  2. Норми-приписи (зобов'язування);
  3. Норми-заборони.

- У теорії права докладно обґрунтовано дві різні концепції структури норми: двоелементна (двочленна, дволанкова) та триелементна (тричленна, триланкова).
- Для позначення структурних елементів норми права теорія права оперує такими поняттями: диспозиція, гіпотеза, санкція.
- Варто підкреслити, що попри те, що існують різні концепції структури, вони незмінно використовують у своїй побудові названі частини (елементи).

Диспозиція — центральний елемент норми права, де у вигляді владного припису закріплено правило поведінки, змістом якого виступають суб'єктивні права та юридичні обов'язки.
- Види диспозицій:

1.За ступенем визначеності:
- Визначені — закріплюють однозначне правило поведінки, тобто учасники відносин позбавлені можливості для вибору іншої поведінки;
- Не повністю визначені — вказують лише на загальні ознаки поведінки, в рамках яких суб'єкти уточнюють свої права та обов'язки самостійно;
- Відносно визначені — вказують на права і обов'язки суб'єктів, але надають можливості для їх уточнення залежно від конкретних обставин;
- Альтернативні — вказують на настання декількох правових наслідків, але передбачають настання лише одного з них.

2.За способом викладення:
- Проста — правило поведінки визначається у загальному вигляді без деталізації його ознак;
- Описова — правило поведінки закріплюється повно, з деталізацією його ознак; чітко визначаються права і обов'язки учасників відносин;
- Бланкетна — закріплюється лише загальні ознаки правила поведінки, а для встановлення ознак, яких бракує, слід звертатися до норм іншого нормативного акта іншої галузі права;
- Відсильна — аналогічна бланкетній з тією різницею, що для встановлення ознак, яких бракує, слід звертатися до інших частин даної норми або до інших норм цієї ж галузі права.

3.За складом:
- Прості — містять одне правило поведінки;
- Складні — містять два або більше обов'язкових правил поведінки;
- Альтернативні — містять декілька правил поведінки, суб'єкт може виконувати будь-яке з них.

Гіпотеза — структурний елемент норми права, який указує на умови, за наявності або відсутності яких уступає в дію правило поведінки. Гіпотеза — невід'ємний елемент норми; її точність і визначеність є умовою реалізації норми. Відсутність такої визначеності ускладнює використання передбачених нормою можливостей її адресатами — громадянами, та їх об'єднаннями. Якщо ж норма закріплює повноваження державного органу, то невизначеність перерахованих в її гіпотезі умов надає йому право діяти на власний розсуд.
- Види гіпотез:

1.За ступенем визначеності:
- Визначена — вичерпно визначає ті умови, при наявності яких набуває чинності правило поведінки, що міститься в диспозиції норми права;
- Відносно визначена — обмежує умови застосування норми права певним колом формальних ознак.

2.За формою вираження:
- Абстрактні — умови застосування норми визначаються загальними родовими ознаками, що надає можливість охопити та врегулювати значну кількість однорідних випадків;
- Казуальні — визначаються умови дії норми, використовуючи вужчі, спеціальні родові ознаки, тому норма права поширюється на обмеженіше коло випадків.

3.За складом:
- Прості — містять одну обставину, потрібну для дії правової норми;
- Складні — містять дві або більше обов'язкових обставин, за якими пов'язується дія правової норми;
- Альтернативні — чинність норми права визначається залежно від однієї або кількох фактичних обставин (умов) і для настання правових наслідків досить наявності однієї з цих обставин.

Санкція — це частина норми права, яка містить указівки щодо юридичних наслідків порушення правила, зафіксованого в диспозиції. Мета санкції — створення тих чи інших несприятливих наслідків для правопорушника або заохочувальних наслідків для суб'єктів, що виконують владний припис.
- Види санкцій:

1.За ступенем визначеності:
- Абсолютно визначені — чітко визначають вид та міру юридичної відповідальності;
- Відносно визначені — межі юридичної відповідальності визначаються від мінімальної до максимальної або тільки до максимальної;

2.За кількістю несприятливих наслідків:
- Прості — передбачають один невигідний наслідок.
- Складні — передбачають одночасне застосування декількох невигідних наслідків.
- Альтернативні — указують на декілька можливих засобів упливу на правопорушника, а доцільність застосування конкретного засобу визначається правозастосовчим органом, виходячи з особливості конкретної справи;

3.За характером наслідків:
- каральні (штрафні);
- правовідновлювальні (компенсаційні);
- заохочувальні.

4.За галузями права:
- кримінально-правові;
- адміністративно-правові;
- цивільно-правові;
- дисциплінарні.